# Her Excellency, the Governor
Pour plus de détails, voir Fiche technique et Distribution.
Her Excellency, the Governor est un film américain réalisé par Albert Parker, sorti en 1917.

## Synopsis
James Barclay est élu gouverneur. Sylvia Marlowe, une avocate qui aime Barclay depuis des années, refuse de l'épouser car elle craint que l'ambition de Barclay prenne parfois le dessus. Lorsqu'il est persuadé par des politiciens de mettre son veto à une mesure contre le travail des enfants, Sylvia décide de postuler pour être lieutenant-gouverneur et est élue.
La guerre est déclarée. Des politiciens sont achetés par l'Allemagne pour voter contre une loi de financement de l'armée et Barclay manque de courage pour les défier. Sylvia s'arrange alors pour le faire quitter l'état et pendant son absence valide la loi. D'abord en colère, Barclay finit par se réconcilier avec Sylvia et lui propose de l'épouser. 

## Fiche technique
- Titre original : Her Excellency, the Governor
- Réalisation : Albert Parker
- Scénario : Robert Shirley, d'après la pièce His Excellency, the Governor de Robert Marshall
- Photographie : Roy Vaughn
- Production : Allan Dwan
- Société de production : Triangle Film Corporation
- Société de distribution : Triangle Distributing Corporation
- Pays d’origine :  États-Unis
- Langue originale : anglais
- Format : noir et blanc — 35 mm — 1,37:1 — Film muet
- Genre : drame
- Durée : 50 minutes
- Dates de sortie :  États-Unis : 24 juin 1917
- Licence : domaine public

## Distribution
- Wilfred Lucas : James Barclay
- Elda Millar : Sylvia Marlowe
- Joseph Kilgour : Joe Keller
- Regan Hughston : secrétaire du Gouverneur
- Walter Walker : le capitaliste
- Edith Speare : secrétaire du Lieutenant-Gouverneur
- Albert Perry : un sénateur